# 阿列克谢·叶基莫夫
阿列克谢·伊万诺维奇·叶基莫夫（俄语：Алексей Иванович Екимов，1945年2月28日—），俄罗斯固体物理学家，在瓦维洛夫国立光学研究所工作期间发现了被称为量子点的半导体纳米晶体。1975年，他因在半导体电子自旋取向方面的工作而荣获苏联国家科学与工程奖。他因“纳米晶体量子点的发现及其电子和光学特性的开创性研究”而成为美国光学学会2006年R·W·伍德奖的共同获得者。
自1999年以來，叶基莫夫一直在美國生活和工作，擔任紐約州 Nanocrystals Technology 公司的科學家。 2023年，他与蒙吉·巴文迪和路易斯·布鲁斯荣获诺贝尔化学奖以表彰他们“对量子点的发现和合成”的贡献。